# Эгмонт, Луи-Эрнест
Луи-Эрнест д'Эгмонт (фр. Louis-Ernest d'Egmont; 1665 — 17 сентября 1693, Брюссель) — 10-й граф Эгмонт, 7-й принц Гаврский, маркиз де Ранти, гранд Испании 1-го класса, рыцарь ордена Золотого руна, испанский генерал.

## Биография
Сын графа Филиппа-Луи д'Эгмонта и Мари-Фердинанды де Крой, маркизы де Ранти.
Полковник кавалерийского и пехотного полков на службе Его Католического Величества, генерал кавалерии в Нидерландах. В 1687 году пожалован в рыцари ордена Золотого руна.
10 февраля 1687 женился на Марии-Терезе д'Аренберг (25.09.1667—28.05.1716), даме ордена Звёздного креста, дочери герцога Шарля-Эжена д'Аренберга, князя Священной Римской империи, гранда Испании и рыцаря ордена Золотого руна, и Мари-Генриетты де Кюзанс, вдове Оттоне-Энрико дель Карретто, маркиза ди Грана, губернатора Нидерландов. 
Брак был бездетным, и наследником Луи-Эрнеста стал его брат Прокоп-Франсуа д'Эгмонт.